# Культурный код
Культу́рный код — ключ к пониманию данного типа культуры; уникальные культурные особенности, доставшиеся народам от предков; это закодированная в некой форме информация, позволяющая идентифицировать культуру.
Культурный код определяет набор образов, которые связаны с каким-либо комплексом стереотипов в сознании. Это культурное бессознательное — не то, что говорится или чётко осознается, а то, что скрыто от понимания, но проявляется в поступках. Культурный код нации помогает понимать её поведенческие реакции, определяет народную психологию.

Согласно «Стратегии государственной национальной политики Российской Федерации на период до 2025 года» 
Современное российское общество объединяет единый культурный (цивилизационный) код, который основан на сохранении и развитии русской культуры и языка, исторического и культурного наследия всех народов Российской Федерации и в котором заключены такие основополагающие общечеловеческие принципы, как уважение самобытных традиций народов, населяющих Российскую Федерацию, и интегрирование их лучших достижений в единую российскую культуру.

## Типы культурных кодов
Различаются три типа глобальных культурных кодов: дописьменный (традиционный), письменный (книжный) и экранный, находящийся сегодня в стадии формирования. В каждом культурном типе присутствует основной культурный код, открытый к изменению и самопорождению новых, вторичных культурных кодов — по их связи со структурами социальных кодов.

### Культурно-символический код
Культурно-символический код выражает набор культурных архетипов, характеризующих идентичность историко-культурного типа личности, социальной группы и т. п.

## Культурный код в литературе
Понятию культурного кода посвящена книга «специалиста по чёрной магии» и «чёрного мага от бизнеса» Клотера Рапая «Культурный код. Как мы живём, что покупаем и почему». Для Рапая культурный код — «это бессознательный смысл той или иной вещи или явления, будь то машина, еда, отношения, даже страна в контексте культуры, в которой мы воспитаны».

## Критика
Исследователь Илья Кукулин отмечает:
Термин «культурный код» (вариант «цивилизационный код»), эссенциалистски понимаемый как совокупность общих элементов сознания всех участников сообщества, является инструментом демодернизации интеллектуального дискурса современной России под видом привнесения в него элементов научной терминологии: его можно принять за «код» из работ структуралистов, но в гораздо большей степени это выражение отсылает к понятию генетического кода, который обеспечивает постоянство облика и физиологического устройства конкретного вида живых организмов и не может быть изменен; таким образом, эта формула на новом уровне дискурсивно отсылает к органицистской концепции общества.

## Научная литература

### Диссертации
- Болдырева Т. В. Типология культурных кодов в драматургии Л. Н. Андреева : по спец. 10.01.01 «Pус. лит.» : автореф. дис. на соиск. учен. степ. канд. филол. наук / Самар. гос. пед. ун-т — Самара, 2008. — 19 с.
- Бурова Г. П. Фармацевтический дискурс как культурный код: семиотические, прагматические и концептуальные основания: автореферат дис. … доктора филологических наук : 10.02.19 / Ставроп. гос. ун-т. — Ставрополь, 2008. — 48 с.
- Зубко Г. В. Проблемы реконструкции культурного кода фульбе : Западная Африка : автореферат дис. … доктора культурологии : 24.00.01 / Моск. гос. ун-т им. М. В. Ломоносова. Ин-т стран Азии и Африки. — Москва, 2004. — 54 с.
- Михайлин В. М. Мужские пространственно-ориентированные культурные коды в индоевропейской традиции : автореферат дис. … доктора философских наук : 24.00.01 / Сарат. гос. ун-т им. Н. Г. Чернышевского. — Саратов, 2006. — 30 с.

## Публицистика
- Кончаловский А. С. Надо разобраться с культурным геномом. // ПолитЭкономика.ру, 14.07.2012